# 282 (numero)
Duecentottantadue (282) è il numero naturale dopo il 281 e prima del 283.

## Proprietà matematiche
- È un numero pari.
- È un numero composto con 8 divisori: 1, 2, 3, 6, 47, 94, 141, 282. Poiché la somma dei suoi divisori (escluso il numero stesso) è 294 > 282, è un numero abbondante.
- È un numero sfenico.
- È un numero semiperfetto in quanto pari alla somma di alcuni (o tutti) i suoi divisori.
- È parte delle terne pitagoriche (282, 376, 470), (282, 2200, 2218), (282, 6624, 6630), (282, 19880, 19882).
- È un numero palindromo nel sistema numerico decimale, nel sistema di numerazione posizionale a base 5 (2112) e in quello a base 9 (343).
- È un numero di Ulam.

## Astronomia
- 282P/(323137) 2003 BM80 è una cometa periodica del sistema solare.
- 282 Clorinde è un asteroide della fascia principale.
- Sh2-282  è una nebulosa a emissione visibile nella costellazione dell'Unicorno.

## Astronautica
- Cosmos 282 è un satellite artificiale russo.